# Баня (Населица)
Вижте пояснителната страница за други значения на Баня.
Баня или Агия Параскеви (на гръцки: Αγία Παρασκευή; до 1927 година: Μπάνια, Баня) е бивше село в Егейска Македония, Република Гърция, дем Горуша (Войо), област Западна Македония.

## География
Селището е било разположено в областта Населица на 20-ина km западно от град Неаполи (Ляпчища) и около 15 km западно от Цотили.

## История

### В Османската империя
В края на XIX век Баня е малко гръцко село в Населишка каза на Османската империя. Според Васил Кънчов през 1900 година в Баня живеят 55 гърци християни.
На Етнографската карта на Битолския вилает на Картографския институт в София от 1901 година Баня е чисто гръцко село в казата Населица на Серфидженския санджак с 11 къщи.
Според статистика на Серфидженския санджак на гръцкото консулство в Еласона от 1904 година в Баня (Μπάνια), Населишка каза, живеят 30 гърци елинофони християни.
По данни на секретаря на Българската екзархия Димитър Мишев Баня (Bania) е под върховенството на Цариградската патриаршия и има 55 гърци патриаршисти.
Според гръцка атинска статистика от 1910 година Баня (Μπάνια) се обитава от 45 православни гърци.

### В Гърция
През Балканската война в 1912 година в селото влизат гръцки части и след Междусъюзническата в 1913 година Баня остава в Гърция. При първото преброяване от новата власт през 1913 година в Μπάνια са регистрирани 43 жители.
В 1927 година името на селото е сменено на Агия Параскеви.
Селото е разсипано през Гражданската война в Гърция (1946 - 1949).
| Година    | 1913 | 1920 | 1928 | 1940 | 1951 | 1961 | 1971 | 1981 | 1991 | 2001 | 2011 | 2021 |
| --------- | ---- | ---- | ---- | ---- | ---- | ---- | ---- | ---- | ---- | ---- | ---- | ---- |
| Население | 43   | 25   | 26   | 27   |      |      |      |      |      |      |      |      |